# Airzooka

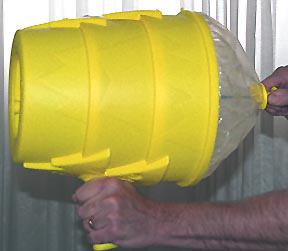
Airzooka

Un airzooka, contrazione di air bazooka (bazooka ad aria) è un giocattolo inventato da Brian Walker. 
Si tratta di un tubo di plastica con una superficie di plastica flessibile da un lato, da qui il suo nome derivato dal bazooka. Tirando verso di sé il telo plastico si immette aria nel tubo. Lasciato andare il telo, che è elastico, lancia la massa d'aria verso l'obiettivo verso cui è puntato il tubo.